# Elsa Beograd
ELSA Beograd (LG) osnovana je 1987. godine kada je nastala i ELSA Jugoslavije (NG). Sa početkom rata 1992. godine privremeno se prekida rad ELSA Jugoslavije, a rad ELSA-e Beograd vezan je za traženje nove koncepcije delovanja. Promena u sastavu države promenila je i sastav lokalnih grupa.
Nastavak rada vezan je za 1995. godinu što se može smatrati kao doba nove i razvijene ELSA-e Beograd. Registrovana u novoj državi (Saveznoj Republici Jugoslaviji) ELSA Beograd je predstavljala najjaču i najbrojniju lokalnu grupu na početku novije istorije ELSA Jugoslavije. ELSA Beograd pokrenula je organizovanje Nacionalnih skupština, povezivala i organizovala rad na Pravnim fakultetima u zemlji i tako udarila temelje za razvoj stabilne organizacije kakva je danas.
Danas ELSA-u Srbije čine lokalne grupe Beograd, Novi Sad, Niš, Kragujevac, FEPPS (Fakultet za evropske pravno-političke studije), FPPS (Fakultet za pravne i poslovne studije)kao posmatrači, Univerzitet Privredna Akademija i Pravni fakultet Univerziteta Union Архивирано на веб-сајту  (18. јул 2010)(kao pridruženi član).
Evropsko udruženje studenata prava (European Law Students’ Association- ELSA) je međunarodno, nezavisno, nepolitičko i neprofitabilno udruženje studenata prava okupljenih radi unapređenja, uspostavljanja i razvijanja međunarodnog razumevanja, saradnje, pravne etike i ličnih kontakata između studenata prava različitih zemalja i pravnih sistema, kao i pripremanje za profesionalni rad pravnika po međunarodnim standardima.

## Ciljevi, filozofija i polje aktivnosti
Ciljevi ELSA-e Beograd su u potpunosti usaglašeni sa ciljevima ELSA-e International i navedeni su u članu 3. Statuta ELSA-e Beograd:
- Razvijanje saznanja o drugim kulturama i pravnim sistemima kod studenata prava, u duhu kritičkog dijaloga i naučne saradnje
- Unapređenje profesionalne obučenosti studenata prava i razmišljanje u međunarodnom duhu
- Razvijanje i jačanje profesionalne etike i odgovornosti budućih pravnika i davanje podstreka studentima prava da se ponašaju i rade za dobrobit društva
- Unapređivanje i razvijanje drugih aktivnosti radi ostvarenja ciljeva udruženja.

## Sektori
ELSA Beograd svoje aktivnosti sprovodi sistematski po sektorima kroz koje funkcioniše: 

### Sektor Akademskih aktivnosti (AA)
Kako bi ispunili ciljeve organizacije (doprinos pravnom obrazovanju, učenje o drugim pravnim sistemima u duhu kritičkog dijaloga i međunarodne saradnje) u ELSA-i postoji sektor Akademskih aktivnosti, koji kroz svoje mnogobrojne projekte pruža mogućnost članovima i članicama da saznaju nešto novo u oblasti prava, čak i da učestvuju u njegovom kreiranju. Pisanje raznih publikacija, organizovanje debata i tribina o aktuelnim društvenim problemima, samo su neki od sredstava da se probudi svest društva, kako bi ono zauzelo aktivniji stav prema problemima koji nas okružuju. Članovima se pruža mogućnost da se oprobaju u organizacionim veštinama, steknu korisne kontakte i preporuke, napišu tekst koji će čitati studenti i studentkinje kao i profesori i profesorke prava širom Evrope, saznaju nešto više o studijama na drugim fakultima širom Evrope.

### Moot Court Competition sektor (MCC)
Osnovna delatnost ovog sektora jeste organizovanje edukativnih simulacija suđenja na kojima studenti i studentinje imaju prilike da steknu neophodna iskusta za rad u svojoj branši, organizovanje takmičenja na lokalnom i nacionalnom nivou sa kojih se najbolji timovi studentata i studentkinja plasiraju na eminentna internacionalna takmičenja u organizaciji ELSA-e International.

### Marketing sektor
Marketing sektor  promoviše u javnosti sve ono što rade ostali sektori. Marketing promoviše organizaciju među studentima i drugim interesnim grupama, pred profesorima prava i pravnicima praktičarima, pred medijima i pravnim laicima. Ovaj sektor pruža mogućnost objavljivanja stručnih i tematskih radova u časopisu ELSA-e International ,,Sinergy” kao i pisanje za fakultetski bilten Acta Diurna koji izlazi dva puta po semestru, gde se mogu detaljno pratiti sve aktivnosti koje ELSA Beograd održi.
Marketing oragnizuje predavanja i radonice zatvorenog i otvorenog tipa za sve studente Pravnog fakluteta i same članove organizacije.

### S&C (Seminars & Conferences) sektor
Seminari i konferencije (Seminars & Conferences – S&C ) dopunjuju formalno univerzitetsko obrazovanje članova ELSA –e podizanjem svesti o globalnim, pravnim, socijalnim, ekonomskim i ekološkim pitanjima. Ključno područje S&C obuhvata seminare ,konferencije, pravne škole, studentske posete.
Edukacije u vidu seminara i konferencija se organizuju svuda u svetu iz različitih pravnih oblasti uz učešće najeminentnijih stručnjaka. Pod okriljem ELSA-e Internacional se godišnje organizuje oko 30 seminara gde studenti imaju priliku da steknu vrlo korisna praktična znanja.
Na seminarima teme diskusije se raspravljaju na plenarnom predavanju. 
Konferencije zahtevaju više individualnog učešća i naučnog doprinosa učesnika. Teme konferencija se raspravljaju na radionicama , a zaključno usaglašena i uređena verzija se iznosi na plenarnom predavanju. Međunarodni seminar ili konferencija podrazumeva smeštaj za učesnike i obično traje 3 dana.
ELSA pravne škole se organizuju u bliskoj saradnji sa akademskim i institucionalnim partnerima, uglavnom traju godinu dana i podrazumevaju naučni program sa pravnom tematikom. 
Studentske posete pružaju mogućnost članovima ELSA – e da posete ELSA – ine grupe u drugim zemljama ( ELSA – ina mreža obuhvata 38 000 studenata prava i mladih pravnika u 42 evropske zemlje ), kao i da budu domaćini grupama iz inostranstva u svojoj zemlji. Posete podrazumevaju i akademski program koji omogućava učesnicima razmenu znanja u oblasti prava.

### STEP sektor (Student Trainee Exchange Programme)
STEP sektor („Student Trainee Exchange Programme“) pruža studentima prava i mladim pravnicima mogućnost da radno iskustvo steknu van granica naše zemlje. STEP prakse predstavljaju jedinstvenu mogućnost za sticanje praktičnih pravnih iskustava, ali i za upoznavanja kultura drugih zemalja. Prakse traju od dve (2) nedelje do dve (2) godine i mogu se realizovati u svim oblastima prava. Pre i tokom realizacije same prakse, ELSA pruža pomoć praktikantima i praktikantkinjama u pronalaženju smeštaja, dobijanja viza i organizovanja društvenih događaja u cilju integrisanja praktikanta i praktikantkinja u svakodnevni život lokalne zajednice u kojoj boravi.

## Spoljašnje veze
- ELSA International
- ELSA Beograd
- Pravni fakultet Univerziteta u Beogradu
- Pravni fakultet Niš